# Краматорский трамвай

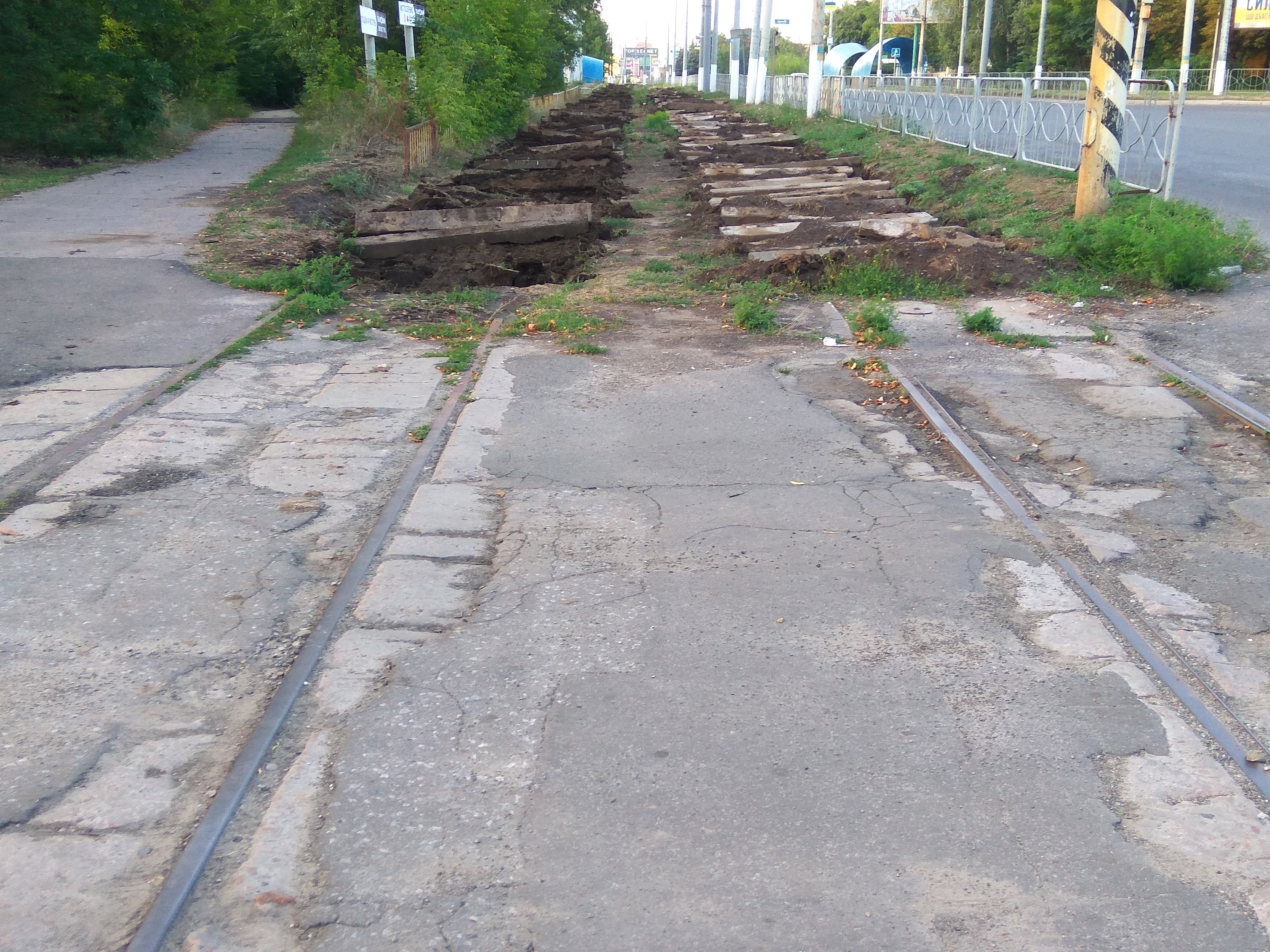
Демонтаж трамвайных путей. 2019 г.

Краматорский трамвай (укр. Краматорський трамвай) — закрытая трамвайная система города Краматорска Донецкой области Украины. Работала с 1937 по 2017 год. В последние годы эксплуатации трамваи курсировали только в рабочие дни; в выходные и праздничные дни работали только автобусы и троллейбусы.
1 августа 2017 года движение трамвая прекращено.

## История
Трамвайное движение в Краматорске было открыто 12 мая 1937 года тремя моторными вагонами Х по одноколейному маршруту № 1 с разъездами протяжённостью 4,5 км «Парк имени Ленина (ныне — сад Бернацкого) — НКМЗ» по ул. Орджоникидзе (сейчас — Олексы Тихого). Тогда же построено небольшое депо на 7 мест.
10 марта 1938 года линия продлена от НКМЗ до станкозавода (КЗСС), продлён маршрут № 1.
10 марта 1944 года было восстановлено движение трамвая в довоенном режиме: на маршруте стало работать 4 вагона.
С декабре 1951 года до 1953 года продолжалась прокладка второго пути по имеющейся линии.
В ноябре 1957 года введена новая линия протяжённостью 2,6 км «Парк имени Ленина — пос. Весёлый (сейчас — ул. Беломорская)», пущен маршрут № 2 «КЗСС — пос. Весёлый».
4 июля 1963 года было построено новое депо на 36 вагонов.
В 1964 запущена тяговая подстанция мощностью 1800 кВт.
23 декабря 1966 года введена новая линия от КЗСС до завода ЛиП (завод литья и поковок, сейчас — ЭМСС), оба маршрута продлены.
6 ноября 1967 года введена новая линия через мост через реку Казённый Торец от парка имени Ленина в Старый город вблизи вокзала, маршрут № 1 продлён: «Вокзал — Завод ЛиП».
20 декабря 1969 года введена новая линия протяжённостью 7,8 км от ул. Орджоникидзе по ул. Днепропетровской (сейчас — Днепровской) до пгт Беленькое (сейчас — ул. Аджарская), пущены маршруты № 3 «Вокзал — Беленькое» и № 4 «Завод ЛиП — Беленькое».

### Маршруты на 1 января 1970 года
- 1 Вокзал — Завод ЛиП
- 2 Завод ЛиП — пос. Весёлый
- 3 Вокзал — Беленькое
- 4 Завод ЛиП — Беленькое

19 апреля 1982 года введена новая линия по путепроводу через железную дорогу непосредственно к вокзалу по ул. Народной и Розы Люксембург (сейчас — Северской), новой конечной для маршрутов № 1 и № 3 стала «ул. Розы Люксембург».
В 1989 году введена новая линия от ул. Орджоникидзе до КЗМК (Ясногорка), пущен маршрут № 5 «ул. Беломорская (пос. Весёлый) — КЗМК (Ясногорка)».

### Маршруты на 1 января 1990 года

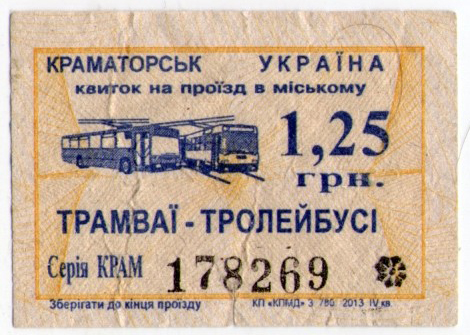
билет на трамвай

- 1 ул. Розы Люксембург (Вокзал) — ЭМСС (завод ЛиП)
- 2 ул. Беломорская (пос. Весёлый) — ЭМСС (завод ЛиП)
- 3 ул. Розы Люксембург (Вокзал) — ул. Аджарская (Беленькое)
- 4 ЭМСС (завод ЛиП) — ул. Аджарская (Беленькое)
- 5 ул. Беломорская (пос. Весёлый) — КЗМК (Ясногорка)

В начале 2000-х годов закрыты маршрут № 1 и 4.
В сентябре 2003 года закрыто движение в Старый город (от ул. Орджоникидзе к железнодорожному вокзалу из-за аварийного состояния моста), маршрут № 3 перенесен: «ул. Беломорская — ул. Аджарская», линия демонтирована осенью 2006 года.
С 3 по 28 мая 2014 года движение трамваев было остановлено из-за боевых действий.
31 июля 2017 года стало последним днем функционирования трамвайного движения.
Все трамвайные маршруты заменены автобусными: 2А, 5А, 11

## Подвижной состав
До прекращения трамвайного движения все маршруты обслуживались вагонами типа:
- КТМ-5М3 (8 вагонов в рабочем состоянии из 61 всех поступивших) с 1974 года.

Ранее были следующие типы вагонов:
- 2-осные моторные Х+М (11 вагонов) в 1937—1969 годах.
- 2-осные прицепные Х+М (11 вагонов) в 1938—1969 годах.
- КТМ-1/КТП-1 (7/7 вагонов) в 1952—1975 годах.
- КТМ-2/КТП-2 (21/21 вагон) в 1962—1979 годах.
- Tatra T3SU (2 вагона) в 1967—1972 годах.